# Gaston Giran
Gaston Giran, francoski veslač, * 12. februar 1892, Pariz, † ?. 
Giran je na Poletnih olimpijskih igrah 1920 v Antwerpnu za Francijo osvojil bronasto medaljo. V dvojnem dvojcu je bil njegov veslaški partner takrat Alfred Plé.